# Taken 2
Cưỡng đoạt 2 (tựa tiếng Anh: Taken 2) là bộ phim hành động - tâm lý năm 2012 của Mỹ-Pháp do Olivier Megaton làm đạo diễn. Đây là phần tiếp theo của phim hành động năm 2008 Taken. Phim vẫn có sự tham gia của Liam Neeson, Maggie Grace và Famke Janssen.

## Nội dung
Ở Tropojë, Albania, ông trùm mafia Murad Hoxha làm lễ tang cho đứa con trai Marko, người bị Bryan Mills giết chết trong phần phim trước. Murad thề rằng sẽ trả thù cho con trai. Hắn cùng đám thuộc hạ đến Paris, tra tấn và tra khảo Jean-Claude Pitrel, nhưng không lấy được thông tin gì. Sau đó Murad hối lộ một quan chức và biết được Bryan Mills đang ở Istanbul.
Bryan vừa hoàn tất 3 ngày làm vệ sĩ cho một đại gia người Ả Rập ở Istanbul. Anh bất ngờ khi gặp cô vợ cũ Lenore và cô con gái Kim. Trong khi đi ra ngoài ăn trưa với Lenore, Bryan phát hiện ra thuộc hạ của Murad đang đi theo họ. Anh bảo Lenore chạy đi để anh cắt đuôi bọn mafia, nhưng cuối cùng cả hai đều bị bắt giữ. Nhận ra rằng Kim ở khách sạn cũng là mục tiêu, Bryan gọi điện cho Kim để kêu cô trốn. Kim né tránh thành công khi hai tên mafia buộc phải bỏ chạy sau khi bắn chết hai nhân viên bảo vệ.
Bryan và Lenore bị trói trong một căn hầm. Bryan bí mật dùng chiếc điện thoại nhỏ gọi cho Kim, bảo cô đến Đại sứ quán Mỹ, nhưng cô đòi giúp đỡ bố mẹ. Mở cái vali đồ trang bị của bố ra, Kim lấy quả lựu đạn ném lên sân thượng gần đó, tiếng nổ cho phép Bryan hướng dẫn Kim đến địa điểm của anh.
Bryan và Lenore thoát ra khỏi dây trói. Bryan thả một ít khói qua ống khói để hướng dẫn Kim đến địa điểm của anh. Kim ném khẩu súng xuống ống khói và Bryan dùng nó để giết bọn mafia. Anh giải cứu Kim, còn Lenore bị bắt giữ lần nữa. Bryan và Kim cướp một chiếc xe taxi, sau một cuộc rượt đuổi trên đường phố thì hai bố con cũng đến được Đại sứ quán Mỹ.
Để Kim ở lại Đại sứ quán Mỹ, Bryan bắt đầu dùng trí nhớ của mình đi tìm lại sào huyệt của Murad. Anh giải cứu Lenore và giết hết bọn mafia. Bryan muốn tha mạng cho Murad, nhưng Murad lại nhặt súng lên định giết Bryan. Bryan giết chết Murad bằng cách đập đầu hắn vào cái móc sắc nhọn trên tường.
Ba tuần sau, gia đình Mills quay về Los Angeles. Họ đi ăn kem để ăn mừng việc Kim vượt qua bài kiểm tra lái xe. Jamie - bạn trai của Kim - đã được mời ngồi chung bàn với gia đình Mills.

## Diễn viên
- Liam Neeson vai Bryan Mills
- Maggie Grace vai Kim Mills
- Famke Janssen vai Lenore "Lennie" Mills-St. John
- Rade Šerbedžija vai Murad Hoxha
- Leland Orser vai Sam Gilroy
- Jon Gries vai Mark Casey
- D. B. Sweeney vai Bernie Harris
- Luke Grimes vai Jamie Conrad
- Olivier Rabourdin vai Jean-Claude Pitrel
- Kevork Malikyan vai Thanh tra Durmaz
- Luenell vai người hướng dẫn Kim lái xe

## Câu khẩu hiệu
- First they took his daughter. Now they're coming for him (dịch tiếng Việt: Lần đầu chúng bắt con gái anh ta. Bây giờ chúng đến vì anh ta).
- They want revenge. They chose the wrong guy (dịch tiếng Việt: Chúng muốn trả thù. Chúng đã chọn nhầm người).